# Rogues en Vogue
Rogues en Vogue – album zespołu Running Wild wydany w 2005 roku. Płyta dotarła do 39. miejsca listy Media Control Charts w Niemczech.

## Lista utworów
Opracowano na podstawie materiału źródłowego.
1. Draw the Line – 4:11
2. Angel of Mercy – 4:44
3. Skeleton Dance – 4:25
4. Skulls & Bones – 6:23
5. Born Bad, Dying Worse – 4:17
6. Black Gold – 4:16
7. Soul Vampires – 3:53
8. Rogues en Vogue – 4:45
9. Winged & Feathered – 5:14
10. Dead Man's Road – 3:34
11. The War – 10:38
12. Cannonball Tongue – 3:59 (Bonus Track na limitowanym digipacku)
13. Libertalia – 3:46 (Bonus Track na limitowanym digipacku)

## Twórcy
Opracowano na podstawie materiału źródłowego.
- Rainer Holst - mastering
- Matthias Liebetruth - perkusja, inżynieria dźwięku
- Katharina Nowy - asystentka producenta
- Niki Nowy - miksowanie, konsultant techniczny, inżynieria dźwięku
- Peter Pichl - gitara basowa, inżynieria dźwięku
- Rock 'N' Rolf - śpiew, gitara, gitara basowa, miksowanie, inżynieria dźwięku, produkcja muzyczna, muzyka, słowa
- Rudolf Wintzer - okładka, oprawa graficzna